# Carex pachyneura
Carex pachyneura är en halvgräsart som beskrevs av Masao Kitagawa. Carex pachyneura ingår i släktet starrar, och familjen halvgräs. Inga underarter finns listade i Catalogue of Life.